# Cambarus carolinus
Cambarus carolinus е вид ракообразно от семейство Cambaridae. Видът не е застрашен от изчезване.

## Разпространение и местообитание
Разпространен е в САЩ (Северна Каролина, Тенеси и Южна Каролина).
Обитава сладководни басейни, реки и потоци.